# Kirche von Geiranger
Die Kirche von Geiranger (norwegisch Geiranger kirke) ist eine denkmalgeschützte Kirche der evangelisch-lutherischen Norwegischen Kirche im Dorf Geiranger, in der norwegischen Kommune Stranda.

## Architektur und Geschichte

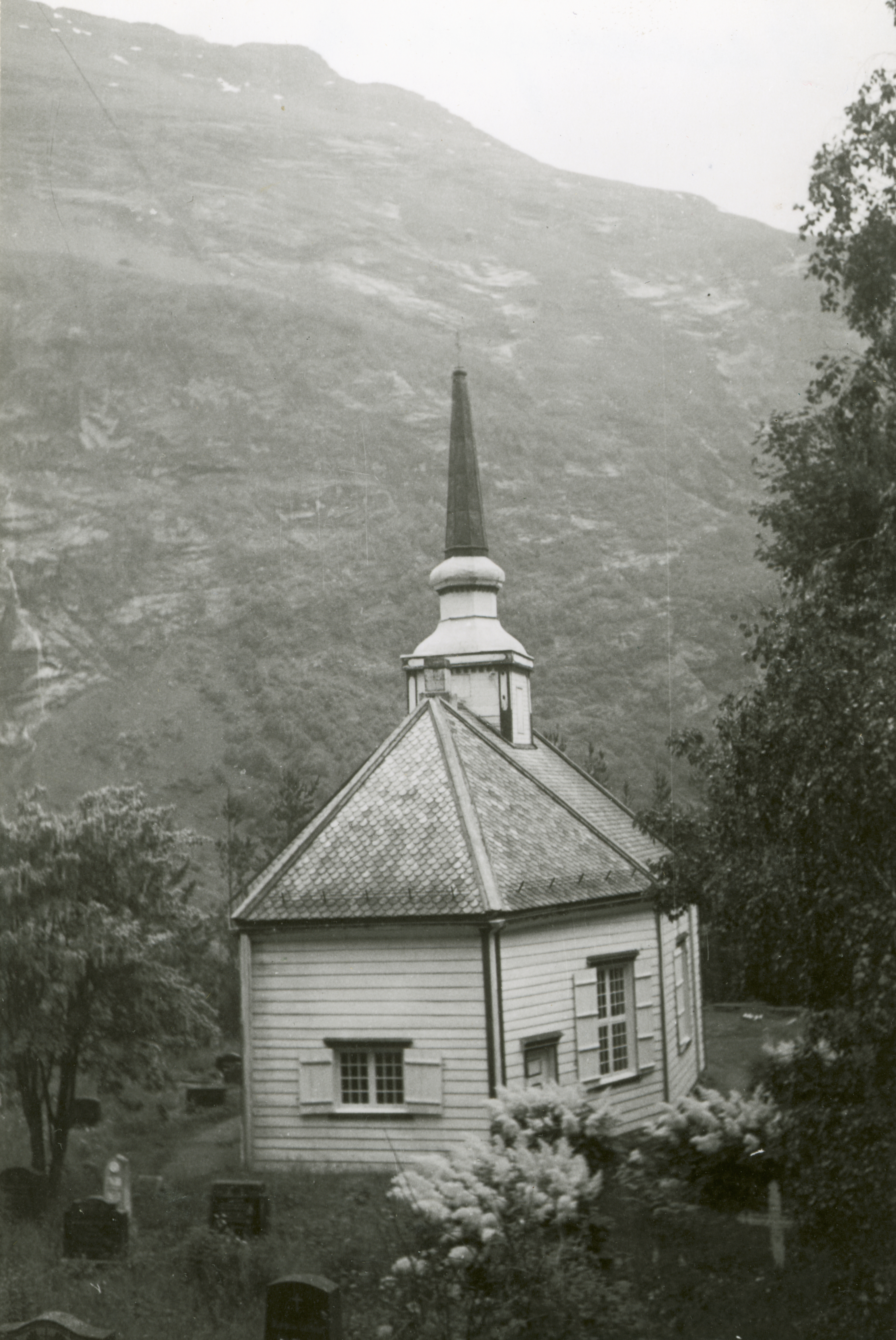
Ansicht 1947

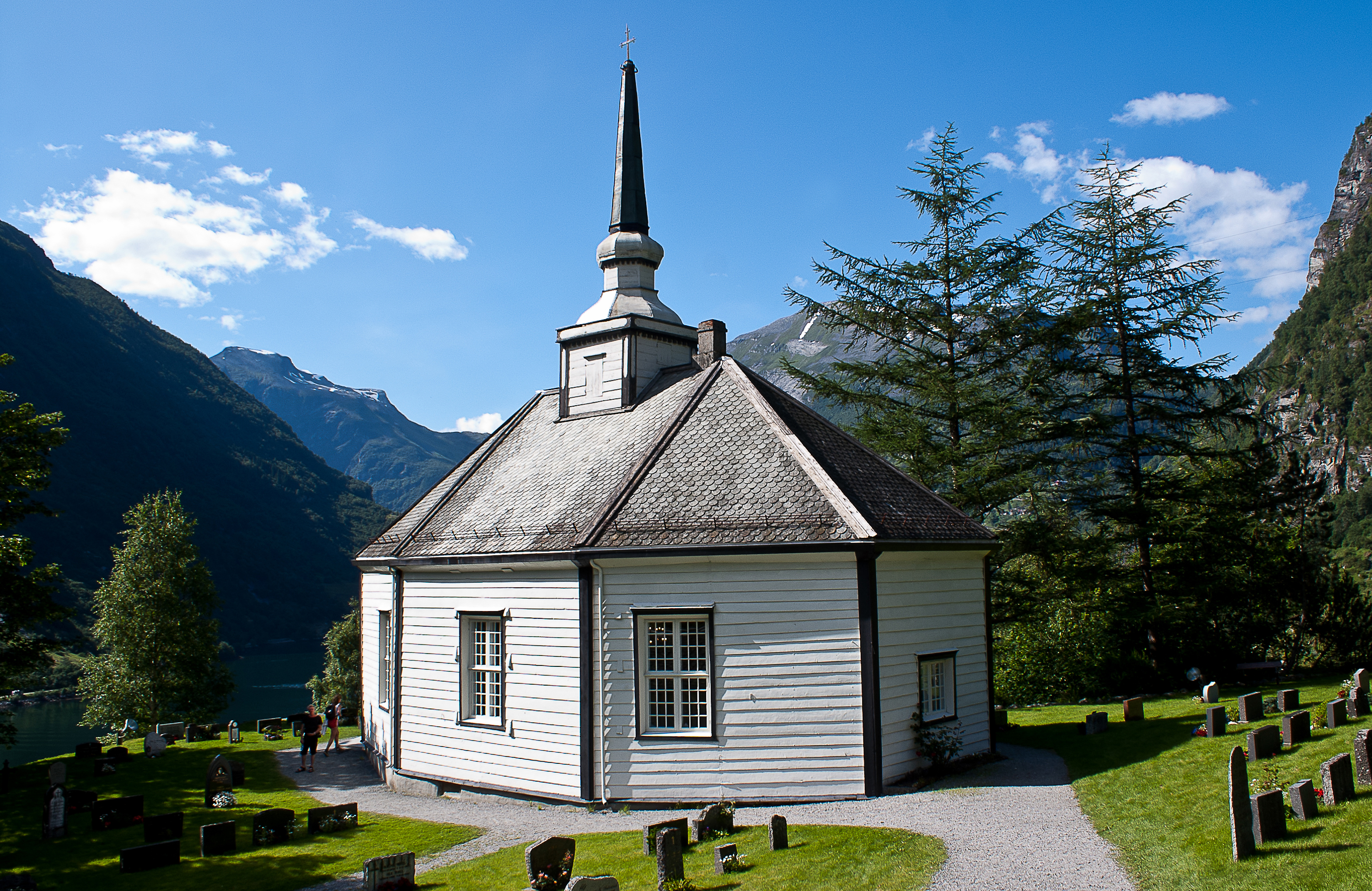
Kirche von Geiranger, 2011

Die hölzerne Kirche wurde im Jahr 1842 vom Architekten Hans Klipe mit achteckigem Grundriss errichtet. Sie ist mit einem Dachreiter bekrönt und war der dritte Kirchenbau Geirangers.
Eine erste Kirche an selber Stelle bestand wohl bereits ab 1450 und wurde 1742 abgerissen und 1744 durch einen Neubau ersetzt, der 1841 abbrannte. Die Verzierungen an der Kirche wurden vom Holzschnitzer Einar Flydahl gefertigt. Die Kirchenuhr entstand 1899. Der Altarretabel wurde im Jahre 1902 von Harald Brun geschaffen. 1906 erhielt die Kirche eine Orgel, die 1964 durch eine neue ersetzt wurde.
Die 1942 anstehenden Feiern zum 100-jährigen Bestehen der Kirche wurden, bedingt durch den Zweiten Weltkrieg, verschoben und erst 1946 begangen.
Die Kirche verfügt über 168 Sitzplätze.